# گلنساید (پنسیلوانیا)
گلنساید (به انگلیسی: Glenside) یک منطقهٔ مسکونی در ایالات متحده آمریکا است که در پنسیلوانیا واقع شده‌است. گلنساید ۸٬۳۸۴ نفر جمعیت دارد.